# Tiempo en unidades métricas
El tiempo métrico o tiempo en unidades métricas es la medida de un intervalo de tiempo utilizando el sistema métrico, que define al segundo como la unidad base de tiempo, y unidades múltiplos y submúltiplos formadas con prefijos métricos, tales como kilosegundos y milisegundos. No define la duración del día, el que si es definido por varias escalas de tiempo, y puede ser basado en la definición métrica de segundo. El sistema métrico moderno acepta el uso de otras unidades de tiempo tales como, el minuto, la hora, y el día, pero las mismas no forman parte de este sistema.

## Dificultades
La principal dificultad del tiempo métrico reside en las unidades. El Sistema Internacional de Unidades solo posee prefijos de 10 unidades exponenciales tanto como múltiplos y submúltiplos. Los tres primeros múltiplos serían viables para ser utilizados dentro del sistema métrico; los mismos son 101 (decasegundos = 10 segundos), 102 (hectosegundo = 100 segundos; 1.666 minutos) y 103 (kilosegundo = 1 000 segundos; 16.666 minutos) respectivamente. Sin embargo, el cuarto valor en las unidades SI es 106 (megasegundos = 1 000 000 segundos; 16 666.666 minutos; 277.777 horas; 11.574 días). Seguido por 109 (gigasegundo = 1 000 000 000 segundos; 16 666 666.666 minutos; 277 777.777 horas; 11 574.074 días; 31.689 años); una unidad relativamente inviable con la cual medir la vida humana. Para que este sistema de prefijos funciones en cuanto al tiempo métrico, se deberían desarrollar unidades estándar y prefijos para los exponentes 4.º y 5.º de manera de hacer al tiempo métrico viable para la vida humana. Los mismos serían:

104 segundos (10 000 segundos; 166.6 minutos; 2.777 horas)

105 segundos (100 000 segundos; 1 666.6 minutos; 27.77 horas; 1.157 días)